# Dodona aurea
Dodona aurea är en fjärilsart som beskrevs av Lambertus Johannes Toxopeus 1932. Dodona aurea ingår i släktet Dodona och familjen Riodinidae. Inga underarter finns listade i Catalogue of Life.